# あしたをつかめ 平成若者仕事図鑑
あしたをつかめ 平成若者仕事図鑑（あしたをつかめ-へいせいわかものしごとずかん）は、NHK教育テレビジョンにて2004年4月5日から2012年3月29日迄放送された若者向け仕事情報番組である。ティーンズTVの職業・生き方をテーマとしたインタビュー番組『FOR YOU・今・君のために』『わたしの生きる道』や、1995年にラジオ第1で放送されていた「週刊情報サラダ」などが土台となっている。

## 概要
毎回ある仕事を1つ取り上げて、その仕事で実際に働いている若者に密着取材した。その仕事の内容を紹介しながら、若者たちへのアドバイスや応援を送る内容である。番組の最後には、その仕事につくための方法やおおよその収入などが紹介された。
年に1回程度（主に成人の日）、「あしたをつかめSP」として総合テレビで1時間の特別番組を放送した。
テーマソングはGOING UNDER GROUNDの「トワイライト」であった。
編集・再構成されたものが同局のミニ番組『10min.ボックス』などに使われる場合もある。
ナレーションは浅野真澄（2008年4月12日から2011年4月7日までは緑川光）が担当した。2007年度までは、NHKのアナウンサーなどが交代で担当した。
新聞のテレビ欄では2008年度のみ「平成シゴト図鑑」と表記された（地上デジタル放送のEPGでは従来通り「あしたをつかめ〜平成若者仕事図鑑」と表記）。
現在も本放送当時の記録がウェブ上で閲覧可能であり、仕事図鑑としての機能を果たし続けている。

## 放送日
- 本放送
  - 毎週月曜日 19:30 - 19:55（2004 - 2006年度）
  - 毎週土曜日 22:00 - 22:25（2007・2008年度）
  - 毎週火曜日 23:30 - 23:55（2009年度）
  - 毎週金曜日 19:30 - 19:55（2010年度）
  - 毎週木曜日 19:30 - 19:55（2011年度）
- 再放送
  - 土曜日 10:30 - 10:55（2004年度）
  - 土曜日 11:15 - 11:40（2005年度）
  - 翌土曜日（金曜日深夜） 0:00 - 0:25（2006年度）
  - 土曜日 19:00 - 19:25（2007年度）
  - 木曜日 19:30 - 19:55（2008年度）
  - 金曜日 19:30 - 19:55（2009年度）
  - 火曜日 23:30 - 23:55（2010年度）
  - 翌木曜日（水曜日深夜） 0:25 - 0:49（2011年度）
- アンコール放送
  - 毎週月曜日深夜（火曜日未明）3:00 - 3:25（ミッドナイトチャンネル枠）
以前は2008年3月まで土曜日17:30からも「小さな旅」の放送のない地域への東京からの裏送り（「NHK G」の透かしロゴ表示あり）として放送されたこともある（スポーツ中継延長の場合や大相撲中継、特集番組などがあるときは休止）。ただし、近畿地方は別番組として「かんさい想い出シアター」または「関西もっといい旅」に差し替えとなっているため放送されない。
2005年度はデジタル教育テレビのマルチ編成で木曜日深夜に2本立てで第1回から順番にアンコール放送された。
2006年4月7日から12月までデジタル衛星ハイビジョンでも毎週金曜日18:30 - 18:55に放送された。
2007年1月22日からは衛星第2テレビで毎週月曜日15:00 - 15:25に放送される（大相撲期間中や国会中継を放送する場合は休止）。
2008年4月からはNHKワールドTVで英語主音声・日本語副音声の2か国語放送で放送される（字幕テロップもすべて英語に差し替えられる）。英語での番組タイトルは「Find Your Dream Career」であった。
2011年3月31日から放送日は金曜日から木曜日に、再放送は次週の木曜日に変更された。

## 関連番組
- きらり10代!（ラジオ第1の若者向け番組。2004年開始）
2009年2月7日放送の水道局職員が、翌日同番組の「あこがれ仕事百科」に生出演。テレビのドキュメントからラジオの生放送トークへ、放送波を越えたリレーで、多角的な職業紹介が行われた。尚、2009年3月29日放送分が最終回となる。
- めざせ!会社の星
- プロフェッショナル 仕事の流儀（2006年開始）
- あしたをつかめ〜しごともくらしも〜